# Jhonatan da Silva Pereira
Jhonatan da Silva Pereira (31 de enero de 1989) es un exfutbolista brasileño que se desempeñaba como delantero.
Jugó para clubes como el Grêmio, Atlético Paranaense, FC Sheriff Tiraspol, Tractor Sazi FC, Juventus, Tochigi SC, Esporte Clube Comercial y São Carlos Futebol Clube.

## Trayectoria

### Clubes
| Club                     | País     | Año         |
| ------------------------ | -------- | ----------- |
| Grêmio                   | Brasil   | 2006 - 2008 |
| Metropolitano            | Brasil   | 2008 - 2009 |
| Atlético Paranaense      | Brasil   | 2009 - 2011 |
| FC Sheriff Tiraspol      | Moldavia | 2011 - 2013 |
| Tractor Sazi FC          | Irán     | 2013        |
| Juventus                 | Brasil   | 2014        |
| Pelotas                  | Brasil   | 2014        |
| Tochigi SC               | Japón    | 2015        |
| Esporte Clube Comercial  | Brasil   | 2016        |
| São Carlos Futebol Clube | Brasil   | 2017        |